# Architekturgalerie am Weißenhof
Die Architekturgalerie am Weißenhof ist ein Architekturzentrum in Stuttgart und wurde im Jahre 1982 von Stuttgarter Architekten gegründet. Die Galerie zeigt in wechselnden Ausstellungen die Entwicklung der zeitgenössischen Architektur und Stadtplanung. Die Galerie wird als Verein organisiert und in vorwiegend ehrenamtlichem Engagement betrieben.

## Gebäude
Die Galerie befindet sich im Peter-Behrens-Haus in Stuttgart, welches in der Weißenhofsiedlung liegt. Das Haus wurde vom Architekten Peter Behrens entworfen und im Jahre 1927 errichtet. Die terrassenartig gebaute Wohnanlage besteht aus vier Häusern mit ursprünglich zwölf Wohnungen. Die Dächer der niedrigeren Häuser dienen hierbei als Terrasse der höheren Häuser. Im Zweiten Weltkrieg erlitt das Haus leichte Beschädigungen. Im Jahre 1950 wurden einige der Terrassen überbaut. Im Jahre 1983 und 1984 erfolgte eine denkmalgerechte Sanierung der Wohnanlage.

## Ausstellungen (Auswahl)
Die Architekturgalerie am Weißenhof zeigt jährlich mehrere Ausstellungen (Auswahl):
- 2021/2022: Das Brandstiftungsarchiv / the arson[2]
- 2015: Kann Bauen Sünde sein?[2]
- 2012: Eine hybride Moderne[2]
- 2009: Sep Ruf[2]
- 2008: Über Brücken – Fußgängerbrücken in Europa[2]